# تپه کولی سفلی
تپه کولی سفلی مربوط به سده‌های اولیه و میانی دوران‌های تاریخی پس از اسلام است و در شهرستان گرمی، بخش مرکزی، دهستان اجارود شمالی، روستای نقاره واقع شده و این اثر در تاریخ ۱۲ شهریور ۱۳۸۶ با شمارهٔ ثبت ۱۹۳۹۴ به‌عنوان یکی از آثار ملی ایران به ثبت رسیده است.